# IPX/SPX
IPX/SPX(Internetwork Packet Exchange/Sequenced Packet Exchange)는 주로 노벨 넷웨어 운영 체제를 이용하여 네트워크에 사용되는 통신 프로토콜이다.

## 프로토콜 계층
IPX와 SPX는 각각 제록스 네트워크 시스템의 IDP와 SPP 프로토콜에서 파생되었다. IPX는 네트워크 계층 프로토콜(OSI 모델의 3계층)인 반면 SPX는 전송 계층 프로토콜 (OSI 모델의 4계층)이다. SPX 계층은 IPX 계층 위에 위치하며 네트워크의 두 노드 간의 연결 지향 서비스를 제공한다. SPX는 주로 클라이언트-서버 애플리케이션에 의해 사용된다.

## 구현

### 도스
노벨의 원래 넷웨어 클라이언트는 도스용으로 작성되었다.
IPX/SPX는 DOS 시절 멀티 사용자 네트워크 게임들을 위한 데 팍토 표준이다.

### 윈도우
1990년대에 IPX/SPX의 우위로 인해 마이크로소프트는 윈도우의 네트워킹 스택에 이 프로토콜들에 대한 지원을 추가하였는데 이는 윈도우 포 워크그룹과 윈도우 NT부터 시작한다.

### 기타
여러 해에 걸쳐 노벨은 OS/2용 네이티브 넷웨어 클라이언트를 제공하였다. 이는 도스용 클라이언트의 구조와 비슷하다.
또, 노벨은 MacIPX.라는 이름의 클래식 맥 OS용 IPX 클라이언트를 출시하였다. 맥 넷웨어 클라이언트에뿐 아니라, 둠과 워크래프트 3와 같은 게임에 멀티플레이어 플레이의 목적으로 사용되기도 했다.

## 레거시
인터넷의 성장으로 TCP/IP가 보편화되자 IPX는 더이상 사용되지 않는다.

## 같이 보기
- IPX